# 7894 Rogers
7894 Rogers eller 1994 XC1 är en asteroid i huvudbältet som upptäcktes den 6 december 1994 av den japanska astronomen Takao Kobayashi vid Ōizumi-observatoriet. Den är uppkallad efter John H. Rogers.
Den tillhör asteroidgruppen Eunomia.